# Прелюд
Прелюд или прелюдия (на немски: Präludium или Vorspiel, на латински: praeludium; на френски: prélude; на италиански: preludio) е кратка музикална композиция, чиято форма може да варира в различните произведения. Прелюдията може да се счита като предисловие. Например, през епохата на Барока тя била предимно встъпление или свързващо звено в една композиция, докато през Романтизма станала самостоятелна композиция. Обикновено включва малък брой ритмични и мелодични мотиви, които се повтарят по време на цялата прелюдия. Стилистично, прелюдите подлежат на интерпретации и импровизация. Прелюда може да бъде начало на увертюра, обикновено към опера или оратория.

## Известни цикли
- Й.К.Ф. Фишер със своята Ariadne musica (1702) съдържа 20 прелюдии и фуги в 19 различни ключа.
- Йохан Себастиан Бах пише двата тома Добре темперирано пиано (1722, 1744). И двата тома съдържат 24 прелюдии (и асоциирани фуги).
- Людвиг ван Бетовен два комплекта прелюдии, Op. 39 като тийнейджър.
- Фредерик Шопен пише 24 прелюдии, Op. 28, които преминават през всички мажорни и минорни ключове. Нечетните прелюдии са в мажорни ключове, започвайки с До мажор. Повечето могат да се свирят самостоятелно.
- Шарл-Валантен Алкан пише 25 прелюдии, Op. 31 публикувани през 1847.
- Александър Скрябин пише 24 прелюдии, Op. 11 през 1896. Следва същата схема като прелюдиите на Шопен.
- Сергей Рахманинов пише прелюдия Op. 3, No. 2 през 1892 г. следвана от Десет прелюдии, Op. 23 (1903) и Тринадесет прелюдии, Op. 32 (1910). Също така композира Прелюд в Ре минор, без опус номер, през 1918 г. Най-известни от тези са Прелюд в До диез минор и Прелюд в Сол минор.
- Клод Дебюси пише 12 прелюдии, Първа книга (1910) и Втора книга (1913) с общо 24 прелюдии. Името на прелюдията е дадена в края на композицията, а заглавията са обозначени с римски цифри.
- Оливие Месиен пише осем прелюдии (1929).
- Паул Хиндемит пише Ludus Tonalis (1940), прелюдия, 11 интерлюдии и постлюдия, всички отделени от 12 фуги.
- Дмитрий Шостакович пише цикълл с 24 прелюдии и фуги, Op. 87 през 1951, както и по-ранен цикъл от 24 прелюдии, Op. 34 (1933) за пиано.
- Ейтор Вила-Лобос пише 5 прелюдии за китара (1940), които стават популярни. Шестата прелюдия е изгубена.
- Дейвид Гарет пише Рок прелюдия.